# Klaus Bonhoeffer
Klaus Hans Martin Bonhoeffer (* 5. Januar 1901 in Breslau; † 23. April 1945 in Berlin) war ein deutscher Jurist und im Rahmen des Widerstands gegen den Nationalsozialismus beteiligt am 20. Juli 1944.

## Leben

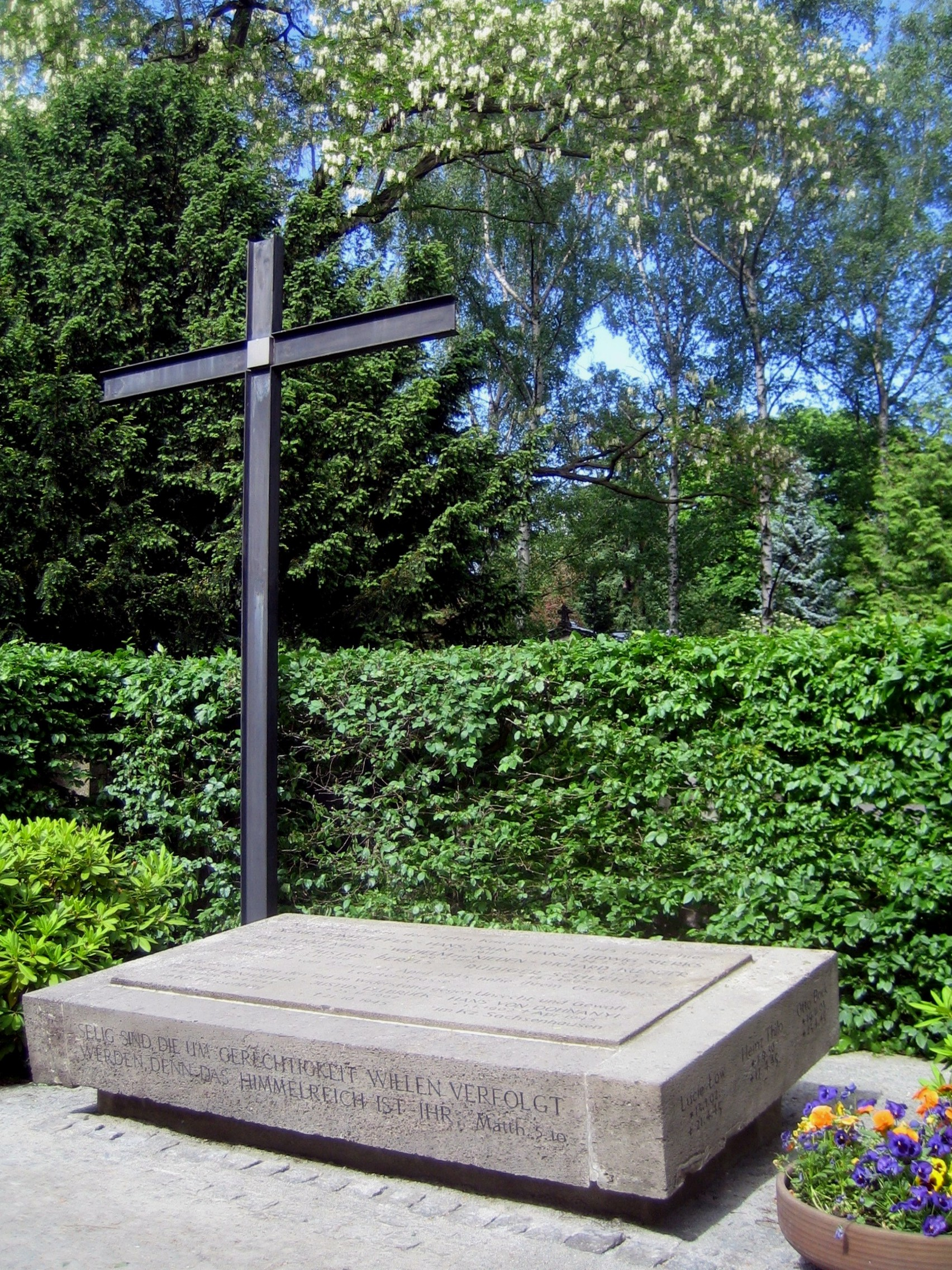
Grab von Klaus Bonhoeffer und anderen auf dem Dorotheenstädtischen Friedhof in Berlin (2008)

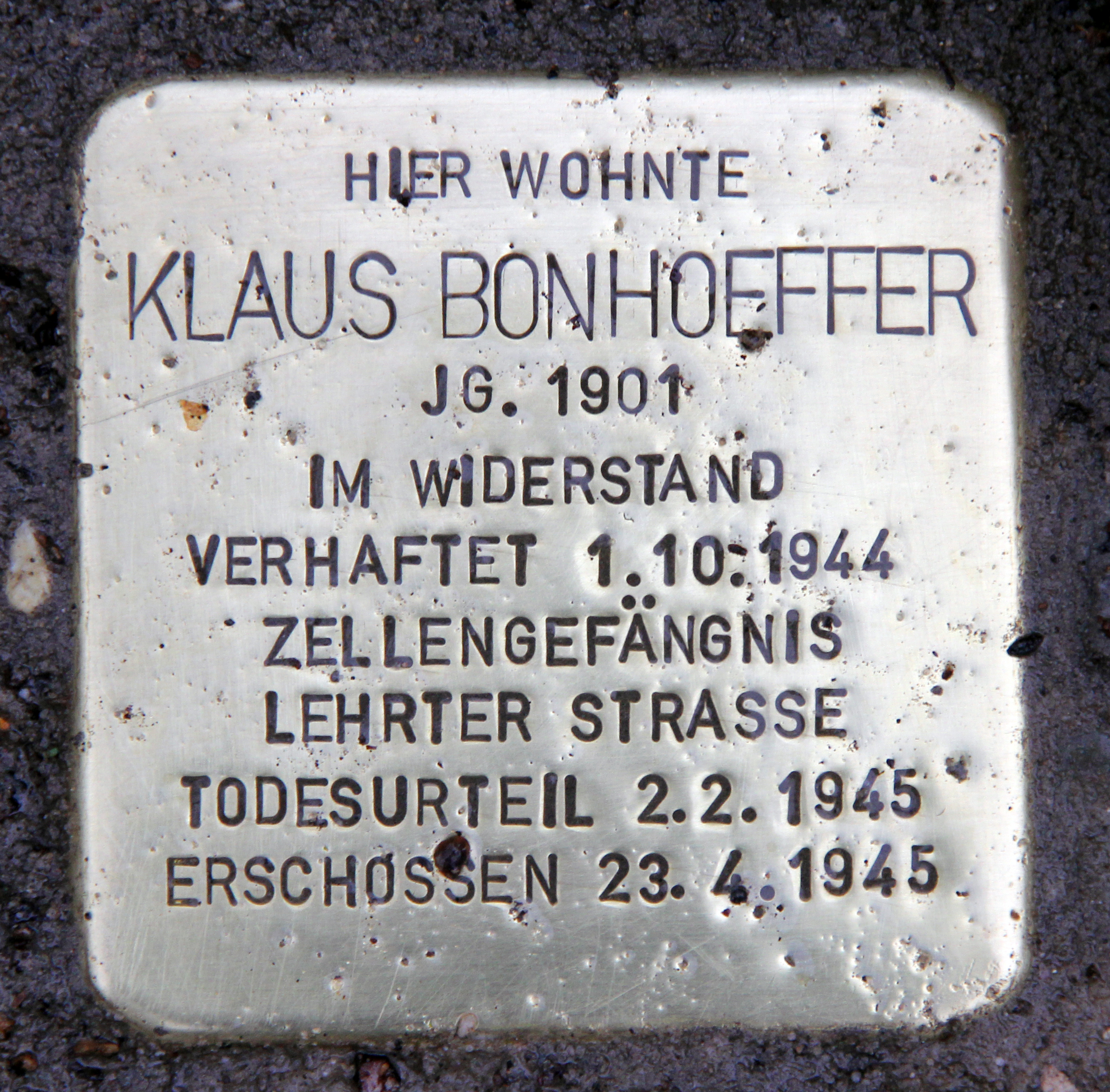
Stolperstein am Haus, Alte Allee 9–11, in Berlin-Westend

### Jugend
Klaus Bonhoeffer war das dritte der acht Kinder von Karl Bonhoeffer (Professor für Psychiatrie und Neurologie) und dessen Ehefrau Paula (geb. von Hase). Er war der Bruder des ebenfalls im Widerstand aktiven Theologen Dietrich Bonhoeffer. Durch berufliche Veränderungen des Vaters war die Familie bereits fünfmal umgezogen, als Klaus dreieinhalb Jahre alt war. Stationen waren Breslau, Königsberg, Heidelberg und wieder Breslau.
Dort wuchs er dann in den nächsten Jahren auf. Ab dem sechsten Lebensjahr wurde er zunächst mit Geschwistern von der Mutter zuhause unterrichtet.
1909 wurde er in Breslau eingeschult. 1912 erhielt der Vater einen Ruf an die Charité und die Familie zog nach Berlin. Dort besuchte Klaus Bonhoeffer das Friedrichswerdersche Gymnasium in Berlin-Moabit, wo er am 17. Februar 1920 sein Abitur machte.
1918 erkrankte er an der Spanischen Grippe, wovon er sich erst nach einigen Monaten erholte.
Im Herbst 1918 meldete er sich freiwillig in den Ersten Weltkrieg. Er wurde im ›Vaterländischen Hilfsdienst‹ als Ordonnanz im Hauptquartier in Spa eingesetzt.

### Studium und weitere Ausbildung
im Sommersemester 1920 begann er das Studium der Rechtswissenschaft in Tübingen und Heidelberg. Dort konnte er im Haus der Großmutter Julie Bonhoeffer wohnen.
Zum Wintersemester 1920/21 wechselte er an die Friedrich-Wilhelms-Universität Berlin. Im Sommer 1921 setzte er das Studium in Heidelberg an der Ruprecht-Karls-Universität fort.
Vom Wintersemester 1921/22 bis zum Sommersemester 1923 war er wieder an der Friedrich-Wilhelms-Universität Berlin. Vor dem Kammergericht Berlin legte er am 17. Dezember 1923 sein erstes juristisches Staatsexamen ab.
Während der Studienzeit unternahm Bonhoeffer einige Reisen, die ihn in den Alpenraum und nach Finnland und Schweden führten.
Im April und Mai 1924 reiste er mit seinem Bruder Dietrich nach Italien und Libyen.
Von 1924 bis 1927 absolvierte Klaus Bonhoeffer sein Referendariat beim Kammergericht in Berlin und wurde in dieser Zeit von einem Vorgesetzten offenbar mit Kleinlichkeiten schikaniert. Es fiel Bonhoeffer – wie schon in der Schulzeit – schwer, sich von ihm als ungerecht empfundener Behandlung unterzuordnen.
Daher bemühte er sich um eine Stelle beim Reichsverband der Deutschen Industrie, wo er 1925 oder 1926 eine Nebentätigkeit in der handelspolitischen Abteilung beginnen konnte.
Am 27. Februar 1925 promovierte Bonhoeffer an der Universität Heidelberg über „Die Meistbegünstigung im modernen Völkerrecht“. Er bestand cum laude. Die Dissertationsschrift wurde 1930 im Julius-Springer-Verlag, Berlin veröffentlicht.
Im Herbst 1926 schloss sich ein Auslandsaufenthalt und Studium in London an.
Das zweite juristische Staatsexamen legte Bonhoeffer im März 1927 vor dem Kammergericht in Berlin ab.
Im Frühjahr 1928 reiste er nach Genf, zu seinem Bruder Dietrich nach Barcelona und gemeinsam mit ihm nach Spanien und Marokko.
Es folgten eine Reihe weiterer Stationen im Ausland:
Von Juni bis August 1928 sowie vom Januar bis April 1929 beim Völkerbund in Genf.
Von Juli bis September 1929 in London zum Studium internationaler Rechtsfragen. Diese Zeit verbrachte er dort gemeinsam mit seinem langjährigen Freund Justus Delbrück.
Von Oktober 1929 bis Mai 1930 Volontariat beim Bankhaus Rhodius Koenigs in Amsterdam.

### Berufstätigkeit
Am 20. August 1930 ließ sich Klaus Bonhoeffer im Anwaltsbüro Casper-Ellerholz (Berlin, Unter den Linden) als Rechtsanwalt nieder. Er war am Landgericht Berlin tätig. 
Nach gut einem Jahr eröffnete er 1. Oktober 1931 eine eigene Anwaltskanzlei. 2 Jahre später gründete er mit dem jüdischen Notar Kaspar Todd eine Sozietät.
Ab dem 15. Juni 1935 arbeitete Klaus Bonhoeffer als Syndikus bei der Deutschen Lufthansa, 1937 wurde er zum Chefsyndikus befördert. Seine Anwaltspraxis hatte er aufgegeben, da sein Partner als ›Nicht-Arier‹ ein Berufsverbot erhielt. 
Die Tätigkeit bei der Lufthansa brachte eine umfangreiche Reisetätigkeit mit sich. Auch im Krieg war er häufig zu Dienstreisen im Ausland, unter anderem 1940 in Spanien, 1942 in Griechenland. Einer seiner engsten Mitarbeiter war Otto John, der sich auch am Widerstand gegen Hitler beteiligte. Dieser Berufstätigkeit ging Bonhoeffer bis zu seiner Verhaftung am 1. Oktober 1944 nach.

### Privatleben
Am 4. Januar 1930 verlobte sich Klaus Bonhoeffer mit Emilie Delbrück – genannt Emmi – sechstes der sieben Kinder des Historikers Hans Delbrück und seiner Ehefrau Lina, geborene Thiersch. Zu ihren Geschwistern gehörten Justus Delbrück, ein enger Freund von Klaus Bonhoeffer, der sich auch dem Widerstand gegen Hitler anschloss, sowie Max Delbrück.
Die Eheschließung fand am 3. September 1930 statt.
Das Ehepaar hatte drei Kinder: Thomas, geboren 1931, Cornelia, geboren 1934 sowie Walter, geboren 1938.
Zunächst wohnte das Ehepaar in einer Mansardenwohnung im Haus seiner Eltern, zog dann 1933 nach Berlin-Mitte in die Bendlerstraße. 1937 folgte der Umzug nach Berlin-Charlottenburg in die Siedlung Eichkamp. Dort wohnte er bis zu seiner Verhaftung.

## Beteiligung am Widerstand
Ab 1940 stellte Klaus Bonhoeffer systematisch Kontakte zu mehreren Widerstandsgruppen gegen das NS-Regime her. Durch seinen Bruder Dietrich hatte er Kontakt zum kirchlichen Widerstand und über seine Schwäger Justus Delbrück, Hans von Dohnanyi und Rüdiger Schleicher zahlreiche Kontakte zum militärischen Widerstand gegen Hitler, vor allem zum Kreis um Wilhelm Canaris im Amt Ausland/Abwehr des OKW. Über einen Vetter seiner Frau, Ernst von Harnack, hatte Bonhoeffer auch Verbindungen zum sozialdemokratischen Widerstand. Seinen Mitarbeiter Otto John, den späteren ersten Präsidenten des Bundesamtes für Verfassungsschutz in der Bundesrepublik Deutschland, führte er an den Widerstand heran. In die Attentats- und Umsturzpläne des 20. Juli 1944 war er eingeweiht.
Laut Haftbuch des Zellengefängnisses Lehrter Straße, in dem die Gestapo eine Sonderabteilung für politische Gefangene eingerichtet hatte, wurde Bonhoeffer am 1. Oktober 1944 verhaftet und am 2. Februar 1945 durch den Volksgerichtshof zum Tode verurteilt. In der Nacht vom 22. zum 23. April 1945, als die Truppen der Roten Armee bereits die Außenbezirke von Berlin erreicht hatten, wurde Bonhoeffer, zusammen mit zwölf Mitgefangenen, darunter sein Schwager Rüdiger Schleicher und Friedrich Justus Perels, von einem Sonderkommando des Reichssicherheitshauptamts beim Marsch vom Gefängnis zum Prinz-Albrecht-Palais auf einem Trümmergelände in der Nähe der Invalidenstraße durch Genickschuss erschossen.

## Ehrungen
- Das Tagungshotel Lufthansa Seeheim trägt seit 1990 seinen Namen.[15]
- Am 23. Juni 2015 wurde vor seinem ehemaligen Wohnort, Berlin-Westend, Alte Allee 9–11, ein Stolperstein verlegt, der am 14. November 2015 durch eine neue Version ersetzt wurde.

## Zitate
„Ich fürchte mich nicht vor dem Erhängtwerden, aber ich möchte diese Gesichter nie mehr sehen… dieses Maß an Verkommenheit… Ich möchte überhaupt lieber sterben, als diese Gesichter nochmal zu sehen. Ich habe den Teufel gesehen, das werde ich nicht los.“